# Šalom Avraham Šaki
Šalom Avraham Šaki (hebrejsky: שלום-אברהם שאקי, žil 1906 – 4. listopadu 1990) byl izraelský politik a poslanec Knesetu za stranu Mafdal.

## Biografie
Narodil se v Jemenu v tehdejší Osmanské říši. V roce 1914 přesídlil do dnešního Izraele. Vystudoval židovskou základní školu v Jemenu, pak náboženskou školu v Jeruzalému, náboženský učitelský seminář a institut blízkovýchodních studií na Hebrejské univerzitě.

## Politická dráha
Byl aktivní v komunitě jemenitských Židů. V roce 1936 byl členem vedení Náboženské rady pro jemenitské Židy v Erec Jisra'el. Zakládal náboženské mládežnické organizace Bnej Ješuran. V roce 1929 pracoval jako učitel ve obci Chadera, v letech 1930–1951 učil v Tel Avivu. V letech 1952–1963 byl ředitelem školy v Bnej Brak. V době vzniku státu Izrael se angažoval ve straně a hnutí ha-Po'el ha-Mizrachi, kde působil hlavně v jejím jemenitském odboru.
V izraelském parlamentu zasedl po volbách v roce 1961, kdy kandidoval za Mafdal. Mandát získal až dodatečně, v listopadu 1962, jako náhradník poté co zemřel dosavadní poslanec Mordechaj Nurok. Usedl na post člena výboru pro záležitosti vnitra a výboru pro vzdělávání a kulturu.